# Margaret Leiteritz

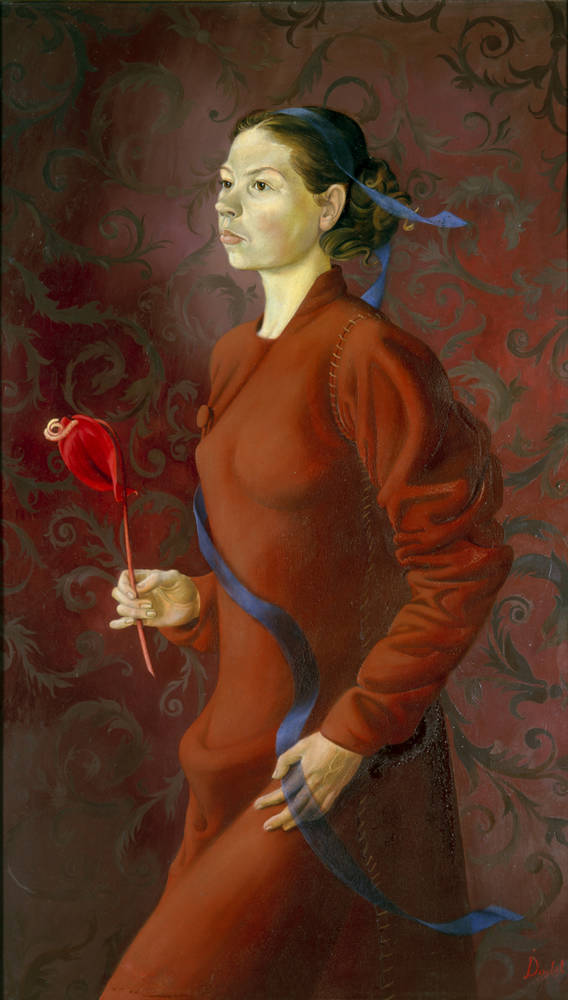
Wilhelm Dodel: Junge Frau im roten Kleid (Margaret Leiteritz), 1936

Margaret Camilla Leiteritz (* 19. April 1907 in Dresden; † 29. März 1976 in Karlsruhe) war eine deutsche Bibliothekarin und Malerin.

## Leben
Leiteritz war eine Tochter von Kamilla und Woldemar Leiteritz (1878–1915) in Dresden-Striesen, Niederwaldstraße 16, wo ihr Vater als Kunstmaler und Schüler von Richard Müller auch Salon- und Wohnzimmeröfen entwarf. Ihre Mutter, die um 1904 Lithografien fertigte, war beim sächsischen Schriftstellerverband angestellt.
Margaret besuchte die Höhere Mädchenschule und absolvierte 1924 bis 1926 eine Ausbildung zur Bibliothekarin in Dresden und Leipzig. 1927–1928 arbeitete sie in der Stadtbibliothek Dresden.
Von 1928 bis 1931 studierte sie am Bauhaus in Dessau. Bei einem 1929 von Hannes Meyer ausgeschriebene Wettbewerb für Musterentwürfe für die Tapetenfabrik Gebrüder Rasch gewann Leiteritz ein Drittel der ausgelobten Preise, die anderen gingen an den befreundeten Hans Fischli, der das Bauhaus im gleichen Jahr verließ. 1929/30 legte sie ein Praktikum als Bühnenbildnerin am Staatstheater Kassel ab. Bis zu ihrem Bauhausdiplom war sie Schülerin der Wandmalereiwerkstatt, die von Hinnerk Scheper und ab Juni 1929 von Alfred Arndt geleitet wurde. Vier Semester lang besuchte sie zusätzlich die freien Malklassen Paul Klees und Wassily Kandinskys sowie 1931 Joost Schmidts Unterricht in Akt- und Figurenzeichnen.
Nach ihrem Bauhausdiplom zunächst arbeitslos, arbeitete sie, anfangs unentgeltlich, als Bibliothekarin am Dresdner Kunstgewerbemuseum. Befreundet war sie hier mit dem Maler Wilhelm Dodel (1907–1944), der sie 1935 sowie 1936 in Possendorf als „Junge Frau im roten Kleid“ porträtierte.
Ihr bisheriges künstlerisches Werk ging bei der Bombardierung Dresdens, Evakuierung nach Schlesien und Vertreibung zum Großteil verloren; erhalten blieben einige Fotos ihrer Werke. 1946 bis 1949 arbeitete sie als Entwerferin beim Malermeister R. Goebel in Gebhardshagen.
Nach dem Tod ihrer Mutter zog sie 1950 nach Wuppertal, wo sie in der Lackfabrik von Kurt Herberts als Bibliothekarin und Leiterin der Malstoffkundlichen Sammlungen arbeitete und das Archiv zu rekonstruieren hatte. Hier begann sie wieder zu malen, darunter die Bilder „Spiegelungen“ und „Ungestörtem“.
An der Karlsruher Technischen Hochschule stellte sie 1952 der Verwaltungsleiter des Instituts für Gastechnik, Paul Heinrich Mühlmann als Bibliothekarin und Leiterin der Literaturstelle ein. Die Diagramme der naturwissenschaftlichen Publikationen, die sie dort fand, inspirierten sie wiederum für ihre Bilderserie „Gemalte Diagramme“, die auf dem 50-jährigen Bauhaus-Jubiläum ausgestellt wurde. 1973 ging sie in den Ruhestand. Nachdem sie einer schweren Krankheit erlegen war, ging ihr Nachlass in den Besitz der befreundeten Familie Mühlmann über, der vom Sohn Mühlmanns als Kurator vertreten wird.

## Werke (Auswahl)
- Ungestörtes, 1947
- Bilderzyklus Gemalte Diagramme, 1961–1974
- Lichtpunkte, 1965
- Kreuzung am linken Rand, 1966
- Kurve in taghellem Raum, 1970

## Ausstellungen (Auswahl)
- 50 Jahre Bauhaus, Württembergischen Kunstverein Stuttgart, 1968
- Kölner Kunstmesse, Köln, 1977
- Stadtbibliothek Karlsruhe, 2002 bis 2003
- Museum für Angewandte Kunst Frankfurt, 2004
- Kloster Bentlage Rheine 2006
- Meisterhäusern Kandinsky/Klee, Dessau, 2006
- Margaret C.Leiteritz – Bauhauskünstlerin, Kunstmuseum Gelsenkirchen, 2011
- Margaret Camilla Leiteritz und Frauen an Bauhaus und Burg, HeinrichNeuyBauhausMuseum, Steinfurt-Borghorst, 2012–2013
- Kunst und Technik – eine Einheit, Kulturzentrum Hof Jünger, Bottrop, 2015
- Gemalte Diagramme. Bauhaus, Kunst und Infografik, Museum für Konkrete Kunst, Ingolstadt, 2019